# Asbos
Asbos of asbosje (Psilocaulon junceum (Haw.) Schwantes, synoniemen Mesembryanthemum junceum Haw.) is een plant endemisch in Zuid-Afrika, waarvan de as gebruikt werd om loog te vervaardigen, voor de bereiding van zeep.
De Zuid-Afrikaanse Rode Lijst vermeldt de plant, die ook wel loogbos of zeepbos genoemd wordt, als van 'minste zorg' (Least Concern, LC). Hij komt voor in de provincies Noord-, West- en Oost-Kaap.
Het is een succulent, maar in tegenstelling tot vele andere vetplanten blijven de blaadjes maar klein en vallen spoedig af. Opslag gebeurt meer in de steeltjes. De soort is vaak een pionier op verstoorde leemachtige grond en kan tot 60 cm hoog groeien. In het voorjaar krijgt de plant wit tot paarse bloemetjes aan de toppen van de takjes. De bloemhoofdjes meten ongeveer 10 mm in doorsnee. De plant komt voor in de drogere gebieden van het binnenland en maakt deel uit van de Succulenten-Karoo, een afrotopische ecoregio die tot bioom van de woestijnen en droge struwelen behoort.